# Erzbistum Huambo
Das Erzbistum Huambo (lat.: Archidioecesis Huambensis) ist ein römisch-katholisches Erzbistum in Huambo, Angola. Es wurde am 4. September 1940 als Bistum Nova Lisboa aus dem Bistum Angole e Congo herausgelöst. 1950 zählte es 394.629 Katholiken (30,7 %) in 37 Pfarreien mit 13 Diözesanpriestern, 102 Ordenspriestern und 98 Ordensschwestern. Am 27. Juli 1955 wurde aus ihm das Bistum Sá da Bandeira ausgegründet und am 6. Juni 1970 das Bistum Benguela.
Am 10. August 1975 gab es Gebiete zur Gründung der Bistümer Serpa Pinto und Pereira de Eça ab, so dass es noch eine Größe von 29.500 km² besaß.
Als Suffraganbistum des Erzbistums Luanda wurde es am 3. Februar 1977 selbst zum Erzbistum und Metropoliten der Bistümer Benguela, Kwito-Bié und Lwena erhoben. 2024 kam mit dem aus dem Bistum Benguela ausgegliederten Bistum Ganda ein weiterer Suffragan hinzu.
2002 zählte das jetzige Erzbistum 1.119.590 Katholiken (55,6 %) in 20 Pfarreien mit 41 Diözesan-, 26 Ordenspriestern und 158 Ordensschwestern.

## Bischöfe
1. Daniel Gomes Junqueira CSSp (1941–1970)
2. Américo Henriques (1972–1976)
3. Manuel Franklin da Costa (1977–1986, dann Erzbischof von Lubango)
4. Francisco Viti (1986–2003)
5. José de Queirós Alves CSsR (2004–2018)
6. Zeferino Zeca Martins SVD (seit 2018)